# Liste Zweibrücker Persönlichkeiten
Die folgende Übersicht enthält bedeutende Persönlichkeiten mit Bezug zur Stadt Zweibrücken, geordnet nach Ehrenbürgern und Personen, die vor Ort gewirkt haben. Die Liste erhebt keinen Anspruch auf Vollständigkeit.

## Ehrenbürger
- Georg Adolf Schwinn, ernannt 1864
- Henry Villard
- Ludwig Alois Molitor, ernannt 1888
- Jakob Heinrich Lützel
- Johann Baptist Wolff, Kommerzienrat und ehrenamtlicher Bürgermeister
- Fritz Gugenheim, Kommerzienrat
- Heinrich Göring
- Friedrich Roesinger, Oberbürgermeister
- Fritz Schwitzgebel, ernannt 1938
- Max Schuler
- Ignaz Roth, ernannt 1964
- Werner von Blon
- Jürgen Lambert, ernannt 2006

## Persönlichkeiten, die vor Ort gewirkt haben
- Johannes Bader (* um 1487 in Straßburg; † 16. August 1545 in Landau in der Pfalz), war in Zweibrücken 1514–1518, Theologe und Reformator der Reichsstadt Landau
- Johann Schwebel (* 1490 in Pforzheim; † 19. Mai 1540 in Zweibrücken), Theologe und Reformator des Herzogtums Pfalz-Zweibrücken
- Hieronymus Bock (* 1498; † 21. Februar 1554 in Hornbach), Arzt und bedeutender Botaniker
- Pantaleon Candidus (* 7. Oktober 1540 in Ybbs an der Donau; † 3. Februar 1608 in Zweibrücken), reformierter Theologe, Historiker und Autor
- Georg Christian Joannis (* 9. Dezember 1658 in Marktbreit; † 22. Februar 1735 in Zweibrücken), evangelischer Theologe und Historiker
- Henning von Stralenheim (* 21. Juli 1665 in Stralsund; † 15. September 1731 in Forbach) war 1710–1718 schwedischer Gouverneur in Zweibrücken
- Johann Ludwig Petri (* 1714 in Eisenach; † 1794 in Zweibrücken), Gartenkünstler
- Nicolas Appert (* 17. November 1749 in Châlons-en-Champagne / F; † 1. Juni 1841 in Massy / F) Konditor und Erfinder
- Philipp Casimir Heintz (* 18. August 1771 in Konken; † 8. Februar 1835 in München) Geistlicher und Historiker, Geistlicher, Professor und Mitglied des Konsistoriums in Zweibrücken
- Johannes Groh (* 7. März 1786 in Wecklingen; † 29. August 1857 in Speyer), Seminarregens und  Domkapitular in Speyer, von 1823 bis 1828 kath. Pfarrer von Zweibrücken
- Jakob Heinrich Lützel (* 30. August 1823 in Iggelheim; † 9. März 1899 in Zweibrücken), Komponist und Kirchenmusiker, Gründer des Pfälzischen Sängerbundes
- Carl Peschke (* 14. Juli 1853 in Jauer; † 5. April 1907 in Zweibrücken), deutscher Sozialdemokrat und Unternehmer
- Jakob Weis (* 13. Mai 1879 in Ommersheim; † 18. März 1948 in Zweibrücken) Gefängniskurat in Zweibrücken von 1909 bis 1921, Divisionspfarrer im Ersten Weltkrieg, Buchautor, 1925–1940 Studienprofessor an der Oberrealschule bzw. am Gymnasium, 1940–1948 Emeritus in Zweibrücken, dort auch gestorben und begraben.
- Erni Deutsch-Einöder (* 17. November 1917 in Einöd; † 16. Februar 1997 in Zweibrücken), Schriftstellerin und Gründerin des Literarischen Vereins
- Max Lotz (* 27. September 1919 in Erfurt; † 3. November 1992 in Zweibrücken), Politiker (FDP), Erster Bürgermeister
- Walter Seidel (*. 24. Februar 1930, † 23. Dezember 2007), Fußballspieler, starb vor Ort
- Cindy Berger, bürgerlich: Jutta Gusenburger (* 26. Januar 1948 in Völklingen), Sängerin (bekannt durch das Duo Cindy & Bert)
- Ursula Sander, Trägerin des Verdienstordens des Landes Rheinland-Pfalz
- Axel Lange (* 15. Februar 1963 in Witten), ein deutscher Ingenieur, Erfinder, Pilot und Unternehmer; gilt mit der Lange Aviation GmbH in Zweibrücken als Pionier bei der Entwicklung von Elektroflugzeugen und Wasserstoffflugzeugen